# Cung điện ở Górzyn

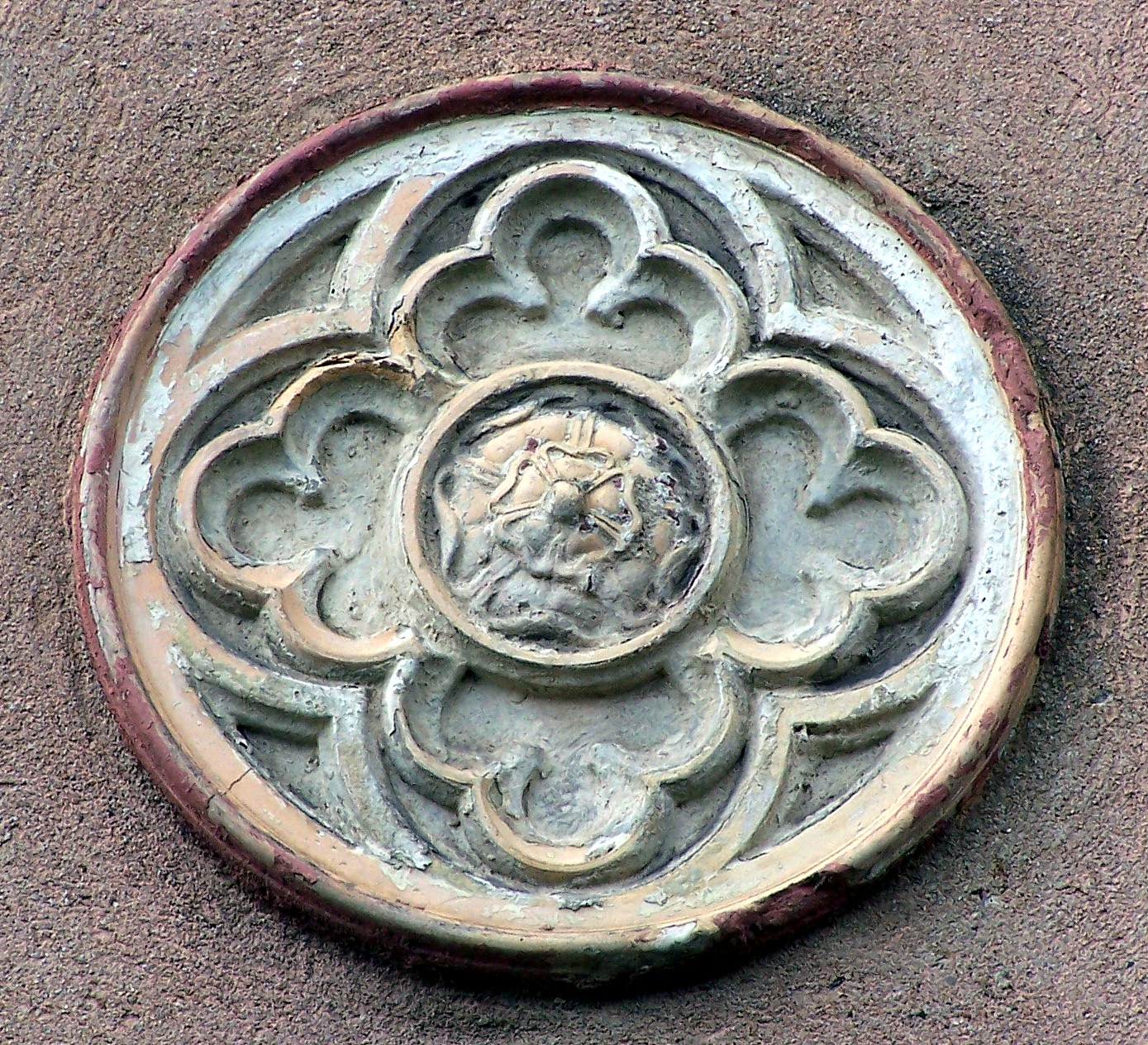
Hình ảnh hoa hồng trên tường

Cung điện ở Górzyn (tiếng Ba Lan: Pałac w Górzynie) là một trong những công trình kiến trúc đồ sộ ở làng Górzyn, xã Rudna, huyện Lubiński, tỉnh Dolnośląskie, Ba Lan. Công trình kiến trúc này có tên trong danh sách di tích.

## Lịch sử
Địa điểm xây dựng cung điện là một công trình có từ thời Trung cổ, nhưng niên đại chính xác hiện vẫn chưa được xác định. Diện mạo cung điện như hiện tại có vào khoảng năm 1880 sau nhiều lần được tái tạo. Dữ liệu về những chủ sở hữu đầu tiên rất khan hiếm.
Năm 1787, cung điện thuộc sở hữu của Bá tước von Wechmar, một đại tá trong quân đội Phổ. Sau khi ông qua đời vào năm 1788, cung điện do con trai ông thừa kế. Sau đó, cung điện được bán cho nhiều chủ sở hữu khác nhau.Trong Chiến tranh thế giới thứ hai, một chi nhánh bệnh viện dã chiến quân sự đặt trụ sở tại đây. Sau khi chiến tranh kết thúc, nơi đây trở thành một tòa nhà dân cư mãi cho tới đầu thế kỷ 21.  Hiện tại, cung điện này đang bị bỏ hoang. Do không có các biện pháp bảo tồn và tu bổ đầy đủ, góc phía đông nam của cung điện đã bị sụp đổ vào năm 2009. Hiện nay, toàn bộ cung điện có nguy cơ sập đổ.

## Kiến trúc
Hiện nay, cung điện mang phong cách kiến trúc Phục hưng. Công trình kiến trúc này có: ba tầng, một tầng hầm, một lối ra vào và một mái nhà bằng. Phần xung quanh mái nhà được thiết kế theo kiểu răng cưa dạng thành lũy - pháo đài. Ở mặt tiền, phía trên một số cửa sổ có các bức phù điêu hình tròn khắc họa hình ảnh hoa hồng. Một số phần nội thất vẫn còn tồn tại như: lò sưởi, cầu thang và những bức phù điêu trên tường.